# Circolo Filologico Milanese
(Eugenio Torelli Viollier, 21 marzo 1871)

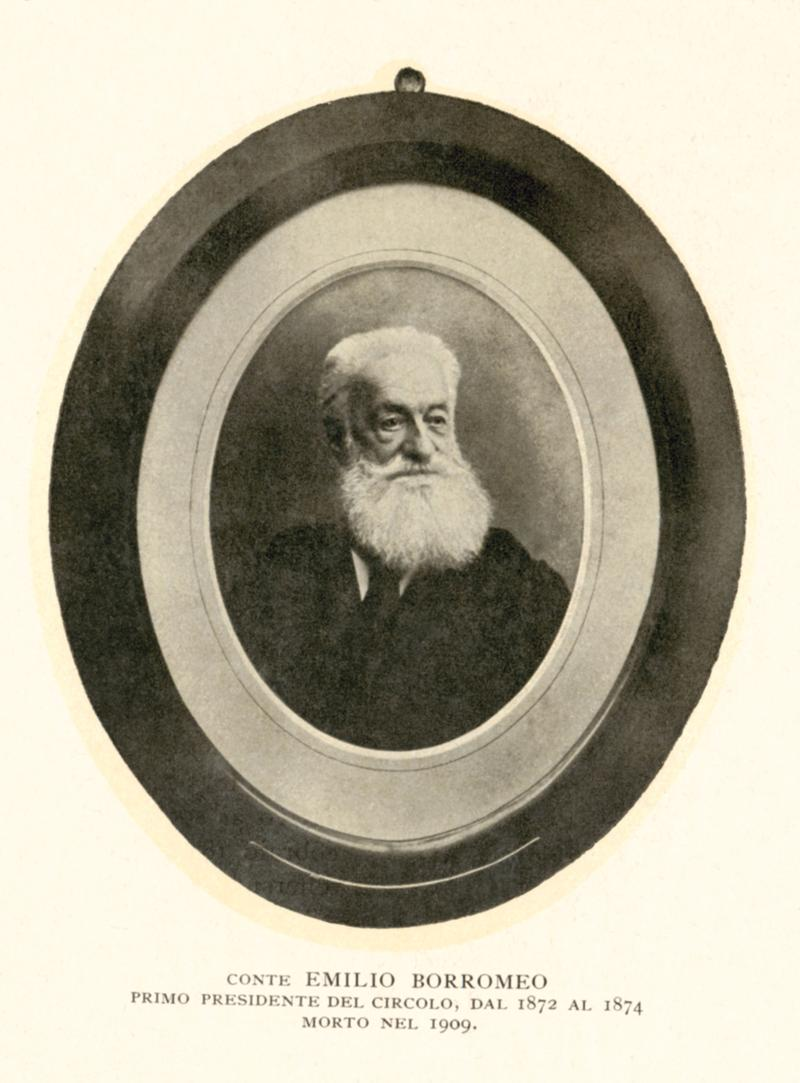
Conte Emilio Borromeo, primo Presidente dal 1872-1874

Il Circolo Filologico Milanese è un'associazione riconosciuta Ente Culturale di interesse regionale. È la più antica associazione della città di Milano. Fu fondato nel 1872 da Eugenio Torelli Viollier, che dopo pochi anni, nel 1876, avrebbe dato vita al Corriere della Sera, "con lo scopo di promuovere e diffondere la cultura e particolarmente lo studio delle lingue e delle civiltà straniere".

## I corsi
L'attività principale del Circolo è costituita, fin dalla sua fondazione, dai corsi di lingue antiche e moderne, con insegnanti di madre lingua e con l'utilizzo di tutti i mezzi più adeguati per portare gli studenti ad una padronanza completa della lingua stessa.
Il Circolo ha una biblioteca fornitissima, anche questa fondata nel 1875 dal Viollier, che nel corso degli anni si è arricchita vieppiù, anche grazie ai generosi contributi dei soci e collaboratori. Attualmente dispone di circa centomila titoli, alcuni dei quali rarissimi e molto antichi.

## Premio Carlo Porta
Il Circolo, fra le altre attività, organizza ogni anno il Premio Carlo Porta, intitolato al famoso poeta meneghino, che premia le personalità milanesi che «con le loro opere e la loro personalità hanno dato lustro alla città di Milano».
Fra i premiati più illustri si annoverano:
- Carlo Castellaneta
- Sandra Mondaini e Raimondo Vianello
- Mariangela Melato
- Umberto Veronesi
- Riccardo Muti
- Franca Valeri
- Enzo Jannacci
- Carla Fracci

## Soci e Collaboratori

### Soci
Fra i Soci del Circolo si trovano personalità di primissimo piano nel mondo della cultura, ma anche politici noti a livello nazionale:
- Giuseppe Giacosa
- Luigi Mangiagalli
- Guido Belinzaghi ex sindaco di Milano
- Alessandro Casati, senatore e ministro della Pubblica Istruzione
- Carlo Emilio Gadda

### Collaboratori culturali
Collaboratori più importanti:
- Arturo Labriola
- Gaetano Salvemini
- Achille Ratti (divenuto Papa Pio XI)
- Padre Agostino Gemelli
- Giovanni Gentile
- Alfredo Panzini
- Tatiana Tolstoj
- Rabindranath Tagore
- Indro Montanelli
- Carlo Castellaneta

## Riconoscimenti

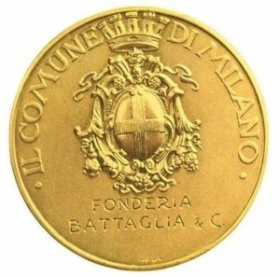
Ambrogino d'oro

Nel corso degli anni il Circolo ha ottenuto alcuni riconoscimenti importanti:
- 1905 Ente Morale (Regio Decreto)
- 1962 Medaglia d'Oro di Benemerenza del Comune di Milano (Ambrogino d'oro)
- 1995 Ente Culturale di interesse regionale (Decreto Consiglio Regionale della Lombardia)
- 1999 Diploma con medaglia d'oro per il contributo alla formazione professionale e culturale nel mondo del lavoro e al sistema delle imprese (C.C.I.A.A. di Milano)
- 2008 Riconoscimento che attribuisce al Circolo Filologico «il ruolo storico di caposaldo della formazione linguistica a Milano» (Comune di Milano)
- 2010 Premio Isimbardi «per il contributo allo sviluppo professionale e culturale del mondo del lavoro e delle imprese di Milano» (Provincia di Milano)